# Росарио Фернандес
Росарио дел Пилар Фернандес Фигероа (на испански: Rosario Del Pilar Fernández Figueroa) е перуански политик и министър-председател на Перу в периода 19 март—28 юли 2011 година.

## Биография

#### Ранен живот и образование
Родена е на 9 ноември 1955 година в Лима, Перу. Баща ѝ е юрист и заместник министър на правосъдието в периода 1985-1990 година. Завършила е Папския католически университет на Перу.

#### Професионална и политическа кариера
През 1988 година основава адвокатска кантора. В периода 2007-2009 година и 2010-2011 година е министър на правосъдието. По нейна инициатива в Перу е въведена съдебна реформа.
След като на 18 март 2011 година Хосе Антонио Чанг подава оставка като министър-председател на Република Перу, президентът Алан Гарсия я назначава на 19 март 2011 година за министър-председател.